# Дембово (Серпецький повіт)
Дембово (пол. Dębowo) — село в Польщі, у гміні Серпць Серпецького повіту Мазовецького воєводства.
Населення — 90 осіб (2011).
У 1975—1998 роках село належало до Плоцького воєводства.

## Демографія
Демографічна структура станом на 31 березня 2011 року:
|          | Загалом | Допрацездатний вік | Працездатний вік | Постпрацездатний вік |
| -------- | ------- | ------------------ | ---------------- | -------------------- |
| Чоловіки | 42      | 7                  | 33               | 2                    |
| Жінки    | 48      | 12                 | 26               | 10                   |
| Разом    | 90      | 19                 | 59               | 12                   |